# Three Lions
Three Lions, també coneguda com a Football's Coming Home, és una cançó de la banda britànica The Lightning Seeds, en col·laboració amb els còmics David Baddiel i Frank Skinner. El tema va ser publicat amb motiu de la Eurocopa 1996 organitzada a Anglaterra per donar suport a la selecció anglesa de futbol.
El títol fa referència a l'escut de la samarreta d'Anglaterra, els tres lleons blaus de l'emblema de l'Associació Anglesa de Futbol, que estan inspirats en l'escut d'armes d'Anglaterra. D'altra banda, en la tornada i en els cors es repeteix la frase It's coming home, Football's Coming Home (lit: «torna a casa, el futbol torna a casa»), basada en el lema oficial d'aquella edició de l'Eurocopa, que evoca els orígens britànics de l'esport. A diferència d'altres cançons sobre futbol, Three Lions esmenta els mals resultats d'Anglaterra per desitjar un triomf similar al que va obtenir en la Copa Mundial de 1966.
Three Lions va aconseguir el primer lloc en les llistes britàniques tant en 1996 com en la versió per a la Copa Mundial de 1998, que va tenir canvis en la lletra. Això li converteix en una de les tres cançons que ha estat número u a Regne Unit amb dos lletres diferents. La cançó ha estat descrita com un himne no oficial de la selecció anglesa, i els seus aficionats l'han assumida com un càntic de graderia.

## Història
El compositor Ian Broudie, capdavanter i vocalista de The Lightning Seeds, va fer la cançó per encàrrec de l'Associació Anglesa de Futbol per donar suport a la selecció d'Anglaterra en l'Eurocopa 1996, organitzada en aquest mateix país. Els anglesos tenen la tradició de publicar cançons oficials de suport a la seua selecció, algunes d'elles tan conegudes com World in Motion de New Order. Broudie va compondre la melodia pensant en un càntic futbolístic i va cridar a dos humoristes, David Baddiel i Frank Skinner, perquè escrigueren la lletra. El duo presentava en aquell moment el programa satíric Fantasy Football League en BBC Two.
La selecció d'Anglaterra no havia guanyat un títol des de la Copa Mundial de 1966 i acumulava un important historial de mals resultats, per la qual cosa molts afeccionats anglesos donaven per descomptat que el seu equip no arribaria lluny. A Broudie li agradava partir d'este plantejament perquè no s'havia usat abans i, en la seua opinió, el normal per a un seguidor és identificar-se amb la derrota. Tenint en compte que l'Eurocopa s'organitzaria a Anglaterra, igual que el Mundial de 1966, Baddiel i Skinner van escriure una lletra que reconeixia els mals resultats històrics, i alhora s'il·lusionava per a tornar a guanyar alguna cosa tres dècades després:
| « | Three lions on a shirt / Jules Rimet still gleaming / Thirty years of hurt / never stopped me dreaming Tres lleons en la samarreta / (la Copa) Jules Rimet segueix lluint / Trenta anys de dolor / no impedeixen seguir somiant | » |

La versió per a l'Eurocopa 1996 inclou referències a llegendes del futbol anglès: Bobby Moore, Gary Lineker, Bobby Charlton i el ball de Nobby Stiles amb la Copa del Món. A l'inici sona un sample d'afeccionats que Broudie havia gravat en Anfield, en un partit entre el Liverpool i el Brøndby de la Copa de la UEFA 1995-96. A més es van inserir fragments de narracions històriques de la selecció. Els intèrprets són Broudie, Baddiel i Skinner; encara que l'Associació de Futbol va proposar que els jugadors també hi participaren, però Broudie va rebutjar la proposta. El tema va ser publicat com a senzill el maig de 1996 i també es va incloure en el disc oficial de l'Eurocopa, The Beautiful Game.
L'Associació de Futbol va tornar a demanar a Broudie que rearanjara Three Lions per a Copa Mundial de 1998, per la qual cosa el trio de compositors va fer una nova lletra que esmentava la derrota en les semifinals de l'Eurocopa anterior. Les referències de Three Lions '98 estaven dedicades ara a futbolistes anglesos del moment: Paul Ince, Paul Gascoigne, Alan Shearer i Stuart Pearce. A més, Broudie va incloure el càntic de graderia del Three Lions al començament de la cançó. La versió de 1998 va obtenir també el número 1 en la llista d'èxits britànica.
En 2010 va haver una reedició de Three Lions que va ser interpretada pel trio original, Robbie Williams i Russell Brand sobre una base orquestral produïda per Trevor Horn.

## Recepció

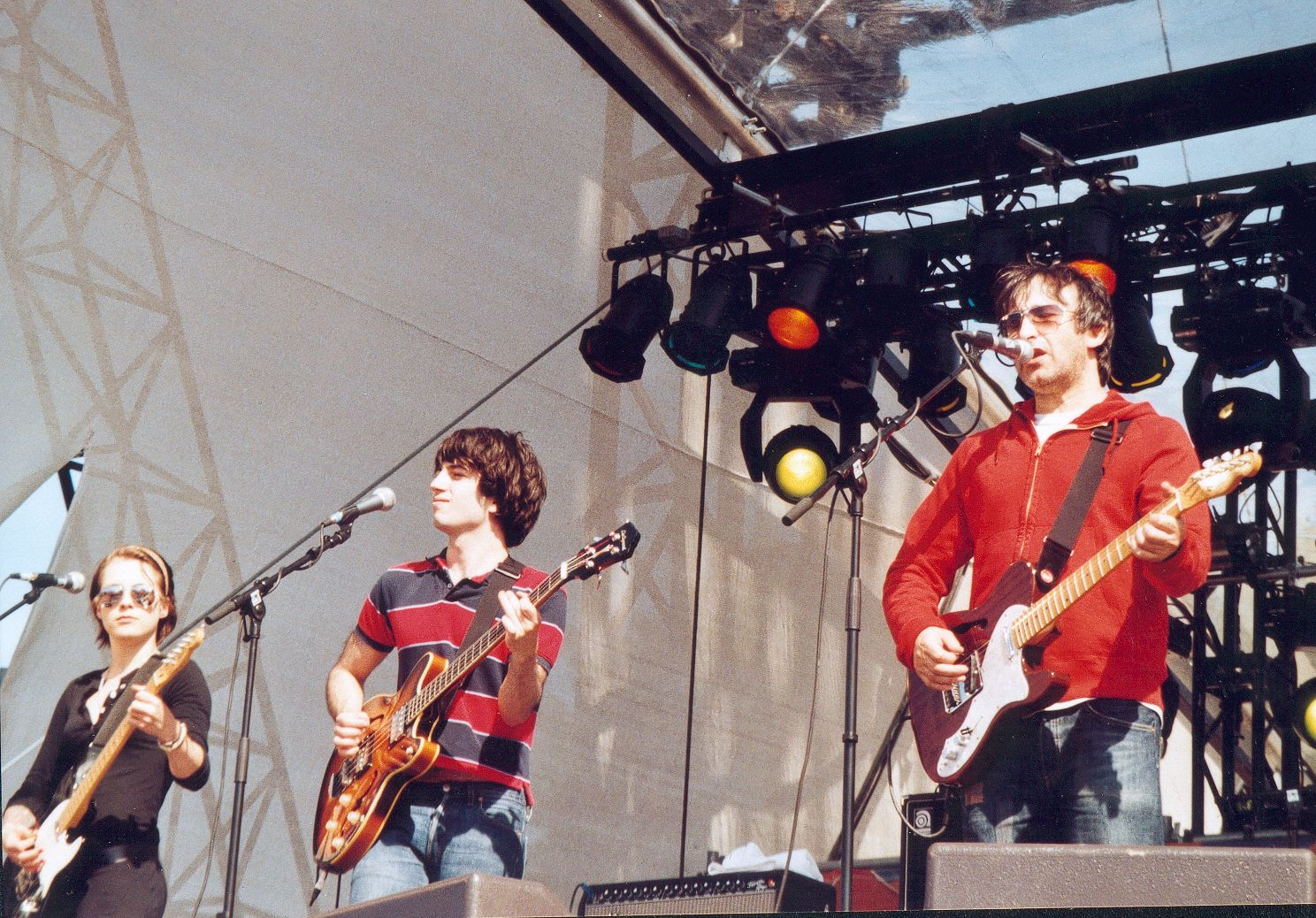
The Lightning Seeds, autors de la cançó.

El llançament de Three Lions al maig de 1996 va ser líder de vendes en el Regne Unit i va coincidir amb l'etapa daurada del britpop, per la qual cosa va tenir recorregut internacional. Els afeccionats d'Anglaterra van acabar convertint el It's coming home, Football's Coming Home en un dels seus càntics de graderia, que els va acompanyar al llarg del torneig fins a l'eliminació en semifinals contra Alemanya —l'eventual campiona— en la tanda de penals. La popularitat de la cançó ha transcendit més enllà de la cita, doncs sol usar-se a Anglaterra tant per mitjans com aficionats cada volta que hi ha una important competició internacional. En termes generals, Three Lions és considerada com un dels temes musicals més icònics relacionats amb el futbol.
Tant la versió de 1996 com la de 1998 van aconseguir el primer lloc de les llistes britàniques, la qual cosa converteix a Three Lions en una de les tres cançons —juntament amb Mambo No. 5 i Do They Know It's Christmas?- que han estat número u a Regne Unit amb dues lletres diferents.
El fenomen del Britpop estava al màxim en 1996 i Lightning Seeds va ser un dels seus principals grups, de manera que la seua participació va donar un atractiu molt ampli a la cançó. Va assolir el número u de la llista de singles i, a mesura que Anglaterra avançava a les semifinals, els estadis de tot el país van fer ressò al so dels aficionats que cantaven la cançó després de les victòries angleses sobre Escòcia, Països Baixos i Espanya. Era tan popular que fins i tot a altres equips els va agradar. Anglaterra es va enfrontar a Alemanya a les semifinals i Jürgen Klinsmann va dir més tard que els alemanys cantaven la cançó ells mateixos de camí a l'estadi, i que l'equip alemany i la gent cantaven la cançó mentre desfilaven el trofeu al balcó Römer de Frankfurt. Com a resultat, el senzill va arribar fins al número 49 a la llista de singles alemanys. La cançó va ser cantada més tard pels fans alemanys durant la primera aparició del seu equip al nou Wembley el 2007. Broudie va dir que estava sorprés en escoltar els aficionats alemanys cantant la cançó després de vèncer Anglaterra a l'Euro 96.